# Albatros L 74
Die Albatros L 74 war ein zweisitziges und einmotoriges, als Doppeldecker ausgelegtes Schulflugzeug der Berliner Albatros Flugzeugwerke aus den 1920er-Jahren. Es wurden lediglich zwei Flugzeuge produziert.

## Geschichte
Die L 74 wurde von Chefkonstrukteur Walter Blume als ein Schulungsflugzeug für Aufklärer und Kampfpiloten entwickelt. Der Erstflug fand im Jahre 1928 statt.

## Konstruktion
Die L 74 war ein einmotoriger Doppeldecker mit konventioneller Konfiguration, Tragflächen gleicher Spannweite und einem Spornradfahrwerk. Die Ober- und Unterflügel waren durch N-Streben miteinander verbunden.

## Technische Daten
| Kenngröße             | Daten                                                     |
| --------------------- | --------------------------------------------------------- |
| Besatzung             | 2                                                         |
| Länge                 | 8,10 m                                                    |
| Spannweite            | 11,30 m                                                   |
| Höhe                  | 3,79 m                                                    |
| Flügelfläche          | 33 m²                                                     |
| Leermasse             | 1250 kg                                                   |
| Startmasse            | 7750 kg                                                   |
| Höchstgeschwindigkeit | 175 km/h                                                  |
| Reisegeschwindigkeit  | 160 km/h                                                  |
| Landegeschwindigkeit  | 99 km/h                                                   |
| Dienstgipfelhöhe      | 3400 m                                                    |
| Reichweite            | 1500 km                                                   |
| Triebwerk             | ein Sechszylinder-Reihenmotor BMW IVa mit 300 kW (400 PS) |
| Bewaffnung            | 2 Maschinengewehre                                        |